# Gmina Dragsholm
Gmina Dragsholm (duń. Dragsholm Kommune) – istniejąca w latach 1970–2006 (włącznie) gmina w Danii w okręgu zachodniej Zelandii (Vestsjællands Amt).
Siedzibą władz gminy było miasto Fårevejle. 
Gmina Dragsholm została utworzona 1 kwietnia 1970 na mocy reformy podziału administracyjnego Danii. Po kolejnej reformie administracyjnej w roku 2007 weszła w skład gminy Odsherred.

## Dane liczbowe
- Liczba ludności: (♀ 6965 + ♂ 6855) = 13 820
  - wiek 0-6: 7,7%
  - wiek 7-16: 13,5%
  - wiek 17-66: 64,4%
  - wiek 67+: 14,4%
- zagęszczenie ludności: 90,9 osób/km²
- bezrobocie: 5,9% osób w wieku 17-66 lat
- cudzoziemcy z UE, Skandynawii i USA: 93 na 10 000 osób
- cudzoziemcy z krajów Trzeciego Świata: 166 na 10 000 osób
- liczba szkół podstawowych: 4 (liczba klas: 78)